# 香港非專營巴士
非專營巴士（Non-franchised Buses），俗稱「非專利巴士」，是運輸署根據香港法例第374章《道路交通條例》（Road Traffic Ordinance）第27條發出的客運營業證授權提供的服務，但此詞語一般單指A類（公共巴士）。
截至2008年9月30日，已登記的非專營公共巴士共有7,074輛。

## 簡介
根據政府政策，非專營巴士的角色是「輔助性集體運輸工具」：
- 紓緩市民於繁忙時間對專利巴士和專綫小巴服務的龐大需求；及
- 在一些不利專營巴士公司和專綫小巴營辦商經營環境的地區提供有限度運輸服務。

基於以上的準則，非專營巴士是為特定的乘客提供特設的服務，主要接辦酒店服務、觀光團和跨境路線，並為學生、僱員和屋苑提供服務。政府亦在官方文件中一再重申「優先發展鐵路成為運輸系統的骨幹，在鐵路未能通達的地區，專營巴士會是主要的交通工具，而在接載乘客往返鐵路方面，專營巴士會發揮更重要的作用。」